# Staatlicher Kremlpalast

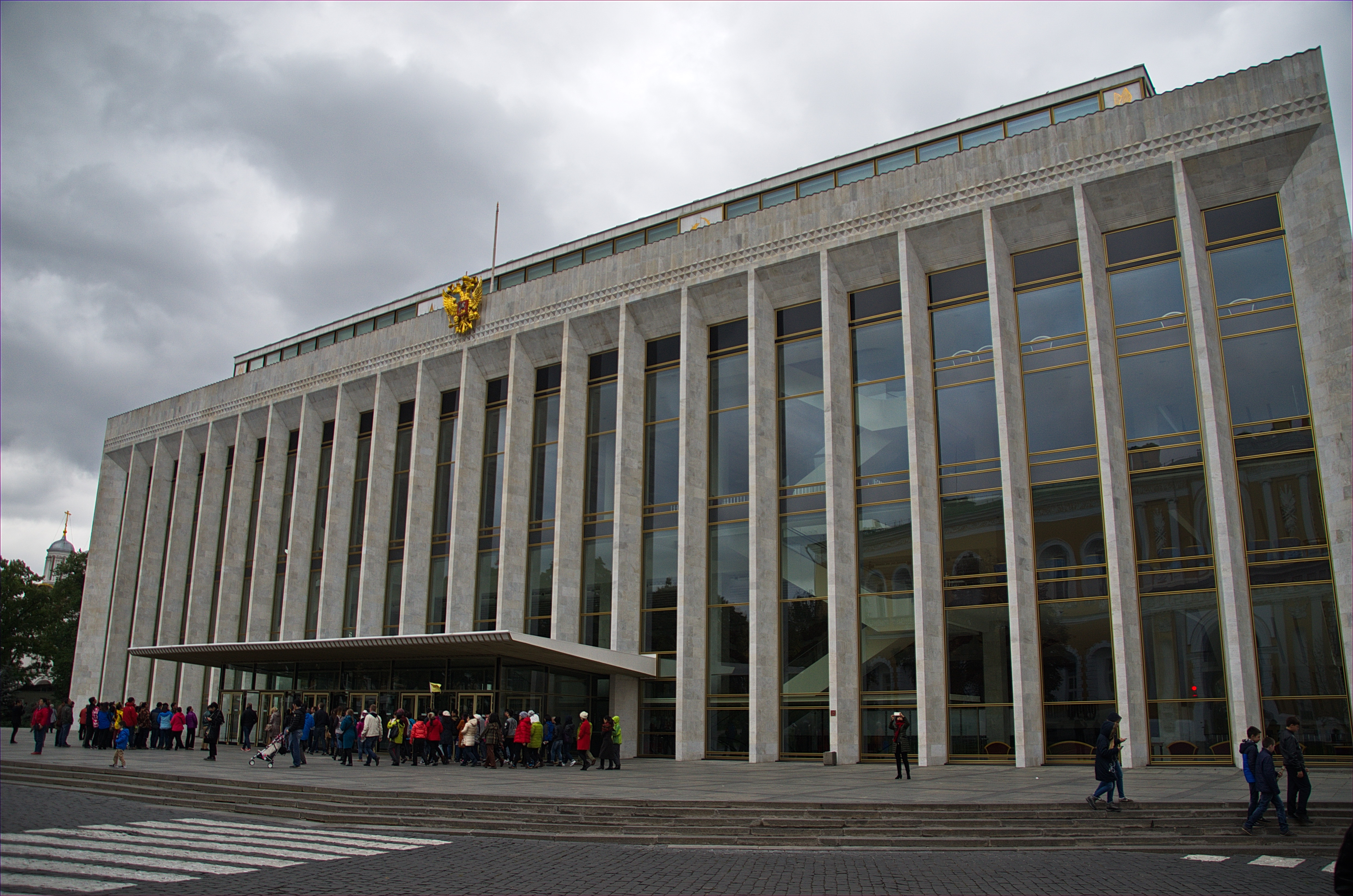
Staatlicher Kremlpalast

Der Staatliche Kremlpalast (russisch Государственный Кремлёвский дворец) ist ein Veranstaltungsgebäude im Moskauer Kreml. Es wurde 1961 errichtet und ist somit das jüngste Bauwerk auf dem Gelände des Kremls. Das Gebäude wurde von den Architekten Michail Possochin, Aschot Mndojantsch, Jewgeni Stamo, Pawel Schteller, Nikolai Schtschepetilnikow und den Ingenieuren G. Lwow, A. Kondratjew, S. Schkolnikow und T. Melik-Arakeljan entworfen.
Der Staatliche Kremlpalast ist nicht zu verwechseln mit dem 1849 fertiggestellten Großen Kremlpalast, der einst als Zarenresidenz diente.

## Allgemeine Beschreibung
Das Gebäude befindet sich in unmittelbarer Nähe des Dreifaltigkeitsturms des Moskauer Kremls, wo auch einer der beiden Besuchereingänge in die Festung besteht. Betritt man den Kreml über diesen Eingang, ist der Staatliche Kremlpalast das erste Gebäude, das auf der rechten Seite auffällt.
Der 27 Meter hohe Hauptteil des Gebäudes weist eine schlichte rechteckige Form auf, bei der Ausgestaltung der Fassaden wurden im Wesentlichen Glas sowie weißer Marmor verwendet, der bei oberflächlicher Betrachtung kaum von Beton zu unterscheiden ist. Über dem Haupteingang, der sich direkt gegenüber der Südfassade des ehemaligen Arsenals befindet, ist ein vergoldetes Modell des russischen Staatswappens sichtbar, das Anfang der 1990er-Jahre an dieser Stelle das Staatswappen der Sowjetunion abgelöst hat.
Im Inneren besteht der Staatliche Kremlpalast aus gut 800 Räumlichkeiten, wobei ein beträchtlicher Teil der Innenfläche von der bis zu 6000 Personen fassenden Haupthalle im Obergeschoss eingenommen wird. Heute wird diese Halle mit ihrer rund 450 m² großen Bühne als Austragungsort von Konzerten und anderen Aufführungen genutzt. Über der Konzerthalle befindet sich zusätzlich die Festhalle, in der sich bis zu 4500 Personen gleichzeitig aufhalten können. Die Kellerräumlichkeiten des Palastes, in denen sich Garderoben und Diensträume befinden, sind auf mehrere Geschosse mit insgesamt 16 Metern Höhe verteilt.

## Geschichte

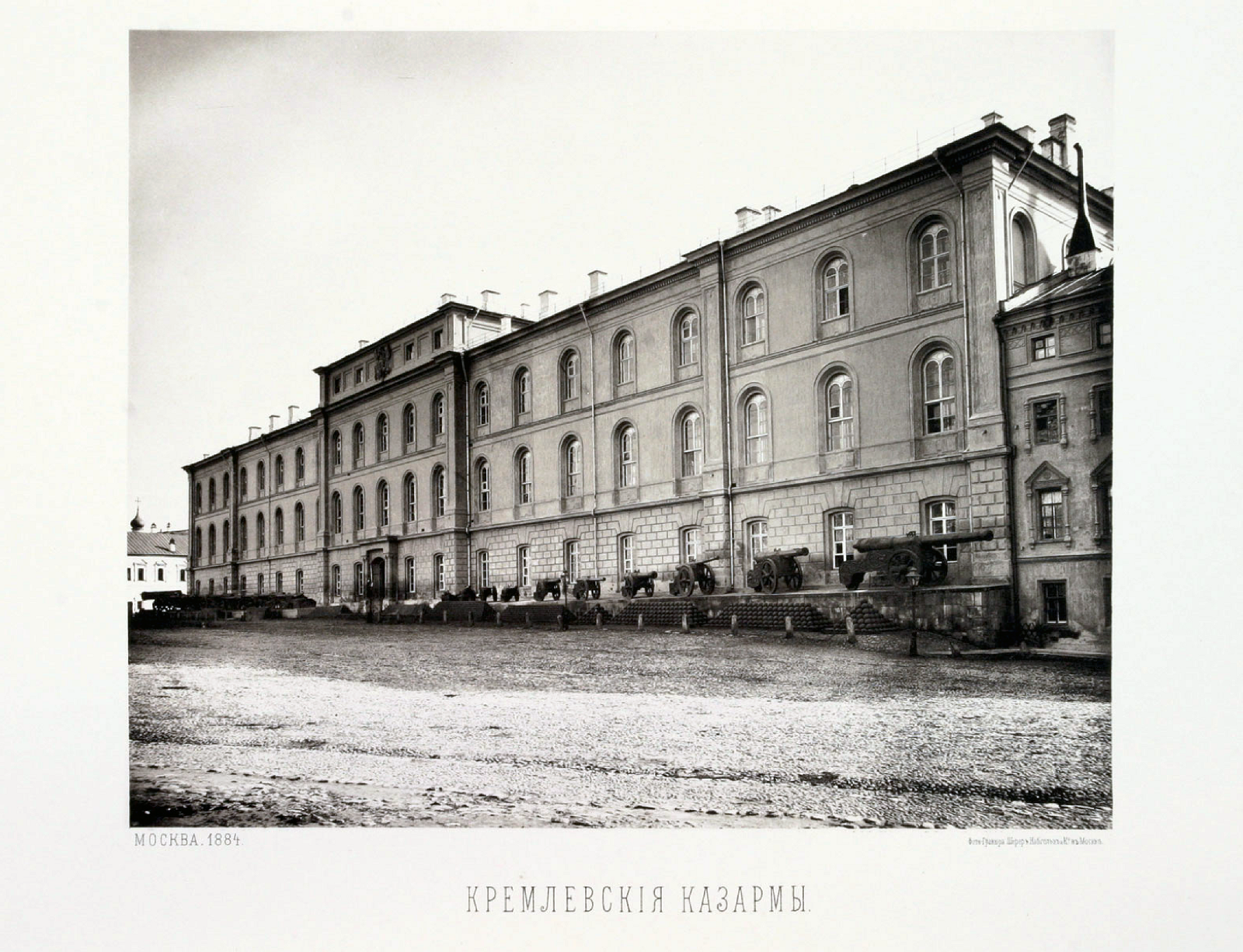
Das 1959 abgetragene Gebäude der Rüstkammer

Erbaut wurde der Staatliche Kremlpalast in den Jahren 1960–61. Zur Gewinnung des Baugrundstücks wurde ein 1809 errichtetes Gebäude der Rüstkammer sowie mehrere im 19. Jahrhundert entstandene Dienst- und Wohnbauten des Militärs abgerissen. Ursprünglich hatte der Staatliche Kremlpalast den Namen Kongresspalast des Kremls (Кремлёвский Дворец Съездов), da er vor allem für die Durchführung von Parteitagen der KPdSU konzipiert wurde, die man zuvor im zentralen Gebäude des Großen Kremlpalastes veranstaltet hatte. Fertiggestellt wurde der neue Kongresspalast im Oktober 1961, rechtzeitig zum Beginn des XXII. Parteitages. Hauptarchitekt des Bauwerkes war Michail Possochin, der für mehrere bedeutende Bebauungsprojekte in Moskau in der zweiten Hälfte des 20. Jahrhunderts (darunter das Hochhaus am Kudrinskaja-Platz und der Sportkomplex Olimpijski) bekannt ist.
Schon zu Sowjetzeiten wurden im Kongresspalast neben politischen Versammlungen Konzerte und Feierlichkeiten veranstaltet. Bekannt ist vor allem, dass die Bühne über längere Zeit für Ballett-Aufführungen des Bolschoi-Theaters verwendet wurde sowie dass dort jährlich zum Neujahr eine große Kinder-Weihnachtsfeier („Jolka-Fest“) stattfand.
Nach der Auflösung der Sowjetunion und der KPdSU entfiel der ursprüngliche Zweck des Kongresspalastes. Kurz darauf wurde er daher in Staatlicher Kremlpalast umbenannt und wird seitdem nur noch für Veranstaltungen genutzt. Neben Feierlichkeiten, Konferenzen oder Ausstellungen diente der Staatliche Kremlpalast in jüngerer Zeit unter anderem als Austragungsort mehrerer Schachweltmeisterschaften, hauptsächlich jedoch als Bühne für besonders stark besuchte Konzerte. Unter den international bekannten Künstlern, die im Staatlichen Kremlpalast ihre Auftritte hatten, sind beispielsweise Patricia Kaas, Elton John, Tina Turner, Sting, Bryan Adams, Ray Charles, Chris Rea, die Scorpions oder Eric Clapton zu nennen. Thomas Anders trat solo und als Teil von Modern Talking bis 2009 zehnmal auf, so oft wie kein anderer Popkünstler.